# 瑞峰镇
瑞峰镇，是中华人民共和国四川省眉山市青神县下辖的一个乡镇级行政单位。

## 行政区划
瑞峰镇下辖以下地区：
场镇社区、黄桷村、青杠坪村、杨柳漕村、中岩村、尖山村和天池村。